# Aleucosia macfarlandi
Aleucosia macfarlandi är en tvåvingeart som först beskrevs av Neal L. Evenhuis 1980.  Aleucosia macfarlandi ingår i släktet Aleucosia och familjen svävflugor.
Artens utbredningsområde är Western Australia. Inga underarter finns listade i Catalogue of Life.